# Ligné (Charente)
Ligné és un municipi francès situat al departament del Charente i a la regió de la Nova Aquitània. L'any 2007 tenia 169 habitants.

## Demografia

### Població
El 2007 la població de fet de Ligné era de 169 persones. Hi havia 76 famílies de les quals 24 eren unipersonals (4 homes vivint sols i 20 dones vivint soles), 32 parelles sense fills i 20 parelles amb fills.
La població ha evolucionat segons el següent gràfic:
Habitants censats

### Habitatges
El 2007 hi havia 96 habitatges, 72 eren l'habitatge principal de la família, 16 eren segones residències i 7 estaven desocupats. 94 eren cases i 1 era un apartament. Dels 72 habitatges principals, 64 estaven ocupats pels seus propietaris, 7 estaven llogats i ocupats pels llogaters i 1 estava cedit a títol gratuït; 4 tenien una cambra, 5 en tenien dues, 3 en tenien tres, 16 en tenien quatre i 45 en tenien cinc o més. 53 habitatges disposaven pel capbaix d'una plaça de pàrquing. A 37 habitatges hi havia un automòbil i a 29 n'hi havia dos o més.

### Piràmide de població
La piràmide de població per edats i sexe el 2009 era:
| Homes | Edats   | Dones |
| ----- | ------- | ----- |
| 0     | 95 o +  | 0     |
| 0     | 90 a 94 | 0     |
| 0     | 85 a 89 | 0     |
| 4     | 80 a 84 | 0     |
| 4     | 75 a 79 | 12    |
| 4     | 70 a 74 | 4     |
| 12    | 65 a 69 | 12    |
| 0     | 60 a 64 | 8     |
| 0     | 55 a 59 | 4     |
| 8     | 50 a 54 | 4     |
| 4     | 45 a 49 | 4     |
| 4     | 40 a 44 | 4     |
| 12    | 35 a 39 | 0     |
| 8     | 30 a 34 | 8     |
| 4     | 25 a 29 | 8     |
| 0     | 20 a 24 | 0     |
| 4     | 15 a 19 | 0     |
| 4     | 10 a 14 | 4     |
| 8     | 5 a 9   | 4     |
| 0     | 0 a 4   | 12    |

## Economia
El 2007 la població en edat de treballar era de 95 persones, 60 eren actives i 35 eren inactives. De les 60 persones actives 57 estaven ocupades (36 homes i 21 dones) i 3 estaven aturades (3 dones i 3 dones). De les 35 persones inactives 17 estaven jubilades, 5 estaven estudiant i 13 estaven classificades com a «altres inactius».

### Ingressos
El 2009 a Ligné hi havia 73 unitats fiscals que integraven 165 persones, la mediana anual d'ingressos fiscals per persona era de 13.162 €.

### Activitats econòmiques
Dels 9 establiments que hi havia el 2007, 1 era d'una empresa de fabricació d'altres productes industrials, 3 d'empreses de construcció, 2 d'empreses de comerç i reparació d'automòbils, 1 d'una empresa d'informació i comunicació, 1 d'una empresa de serveis i 1 d'una entitat de l'administració pública.
Els 2 serveis als particulars que hi havia el 2009 eren paletes.
L'únic establiment comercial que hi havia el 2009 era una floristeria.
L'any 2000 a Ligné hi havia 21 explotacions agrícoles que ocupaven un total de 980 hectàrees.

## Poblacions més properes
El següent diagrama mostra les poblacions més properes.